# Reino Hallamaa
Reino Henrik Hallamaa (Tampere, 12 novembre 1899 – Churriana, 11 août 1979), est un officier de l'armée de la Finlande et développeur du Renseignement d'origine électromagnétique dans ce pays pendant la Seconde Guerre mondiale.
Reino Hallamaa commence à travailler à la compagnie des chemins de fer de Finlande où il s'occupe de la réception des papiers des cargos arrivant de Russie, puis comme télégraphiste. La guerre civile finlandaise éclate et il prend parti pour la Garde blanche qu'il rejoint à Seinajoki dans les dragons de Uusimanaa puis est affecté à la marine comme télégraphiste.
Reino Hallamaa travaille à écouter les transmissions russes pour les décrypter ; aidé des pêcheurs, il croise les mouvements de la flotte avec les écoutes et réussit à casser en partie leur code.
À partir de 1921, il enseigne à l'école des transmissions après avoir été élève à la R.C.O. et à l'Université nationale de Finlande de défense en 1927.
Reino Hallamaa entame des collaborations avec les Allemands, les Suisses, les Polonais, les Italiens pendant ses voyages dans ces pays.

Reino Hallamaa écoute les transmissions soviétiques et réussit à casser les codes de la Flotte puis ceux des affaires étrangères. Reino Hallamaa passe donc commandant en 1937 et écrit Salakirjoitustaidon perusteet (les bases du codage).

Hallamaa passe commandant du bataillon de radio de commandement en 1941 pendant la guerre de Continuation.
Les Finlandais aideront à casser les codes des Britanniqus, des Américains, des Français de Vichy, des Brésiliens, des Serbes, des Portugais et du Vatican.
Colonel en 1944, l'organisation du R.I.F. est passée de 75 à plus de 1 000 hommes comptant des analystes et des cryptographes.

## Stella Polaris
En préparation à la guerre de Continuation, Hallamaa et Aladar Paasonen travaillent à un plan pour assurer la guerre en cas d'invasion de la Finlande.
Ils vont transporter des radios et des hommes en Suède avec le soutien et l'accord des services secrets des États-Unis (OSS), de la Suède (Carl Petersen).
L'invasion par les Soviétiques ne se réalisant pas, les données sont détruites (ils avaient emporté les codes).

## Après guerre
Il passe en France par la Suède le 8 février 1945, travaille pour les services de renseignement français dans la zone d'occupation française en Allemagne.
Vyacheslav Molotov fait pression pour l'échanger.
Sur ce, il passe en Espagne en 1947, craignant les pressions des Soviétiques sur la France.
Là, il porte le nom de Ricardo Palma et vit avec sa famille sur la Costa del Sol.
Il exploite une ferme d'œillets puis crée une entreprise de construction et meurt en 1979.
Il reçoit la médaille d'or de la défense, le 5 février 1990[Quoi ?].